# 33704 Herinkang
33704 Herinkang este o planetă minoră (asteroid), cu un diametru de 4,573 km, din centura de asteroizi. A fost descoperită pe 18 mai 1999 la Experimental Test Site⁠(d) de Lincoln Near-Earth Asteroid Research. 
Obiectul prezintă o orbită caracterizată de o semiaxă mare de 2,4113088 UAi, o excentricitate de 0,16, o înclinație de 1,97705 ° în raport cu ecliptica.